# Panthers Wrocław 2019
Questa voce raccoglie le informazioni riguardanti i Panthers Wrocław nelle competizioni ufficiali della stagione 2019.

## Roster
| Roster dei Panthers Wrocław (2019) |
| --- |
| Quarterback - 11 Tony Dawson - 13 Damian Kwiatkowski - 14 Jan Wawrzyniak - 15 Mateusz Wojakiewicz - 15 Bartosz Dziedzic Running Back - 11 Adam Skakowski - 25 Grzegorz Pająk - 29 Paweł Barul - 32 Ernest Rogowicz - 32 Tomasz Pietkiewicz - 40 Konrad Starczewski Wide Receiver - 2 Tomasz Dziedzic - 7 Jakub Wąsiel - 10 Miłosz Maćków - 12 Filip Blechinger - 14 Kacper Fiedziuk - 16 Wiktor Zięba - 16 Wojtek Mikołajczyk - 18 Adrian Gródecki - 21 Franciszek Gładki - 32 Kamil Kwiatkowski - 81 Michał Goszczyński - 82 Przemysław Banat - 82 Miłosz Cynk - 83 Kamil Müller Offensive Linemen - 55 Rafał Rogaczewski - 55 Kamil Kur - 65 Kamil Piątek - 67 Aleksander Żygadło - 68 Paweł Wuczkowski - 69 Daniel Jagodziński - 69 Mateusz Waśniewski - 70 Marek Stajer - 70 Kajetan Korżyński - 72 Dariusz Poźniak - 73 Damian Krawiec - 77 Jakub Bielecki - 81 Mateusz Grabowski Defensive Linemen - 44 Jacek Wszół - 50 Szymon Adamczyk - 56 Kacper Pawlak - 57 Adrian Brudny - 60 Jan Żuk - 75 Wojciech Stolarczyk - 92 Marcin Gawroniak - 93 Emil Gałecki - 99 Robert Rosołek Linebacker - 4 Krzysztof Wis - 6 Kamil Ruta - 8 Hubert Ogrodowczyk - 22 Jarosław Lewszyk - 23 Przemysław Lewszyk - 47 Antoni Idziak - 69 Kacper Ołdak - 89 Tomek Kiszka - 99 Mateusz Dymek Defensive Back - 1 Deanté Battle - 3 Szymon Jarmołkowicz - 4 Szymon Romanowski - 9 Dawid Pańczyszyn DB/K - 13 Jakub Halicki - 19 Daniel Piątkowski - 20 Karol Mogielnicki - 21 Jakub Sierant DB/RB - 21 Benjamin Barnes DB/WR - 24 Jakub Gancarz - 25 Adam Lary - 26 Marcin Osumek - 26 Michał Sudoł - 31 Jakub Witwicki - 40 Marcel Zając Special Team - 9 Piotr Gołacki K Coaching staff Val Gunn (HC) |

## Liga Futbolu Amerykańskiego 1 2019

### Stagione regolare
| Breslavia 23 marzo 2019, ore 13:30 | Panthers Wrocław | 45 – 6 (17-6 7-0 14-0 7-0) referto | Lowlanders Białystok | Stadion Olimpijski\| Arbitro: \| Leoniak \| |
| Arbitro:                           | Leoniak          |                                    |                      |                                             |

| Opole 30 marzo 2019, ore 13:00 | Towers Opole  | 7 – 54 referto | Panthers Wrocław | Miejski Stadion Lekkoatletyczny imienia Opolskich Olimpijczyków\| Arbitro: \| Walentynowicz \| |
| Arbitro:                       | Walentynowicz |                |                  |                                                                                                |

| Breslavia 6 aprile 2019 | Panthers Wrocław | 48 – 14 (17-7 14-7 7-0 10-0) referto | Kraków Kings | Stadion Olimpijski\| Arbitro: \| Walentynowicz \| |
| Arbitro:                | Walentynowicz    |                                      |              |                                                   |

| Gdynia 4 maggio 2019 | Seahawks Gdynia | 7 – 42 (0-20 0-8 7-7 0-7) referto | Panthers Wrocław | Stadio Nazionale del Rugby\| Arbitro: \| Ratajczak \| |
| Arbitro:             | Ratajczak       |                                   |                  |                                                       |

| Breslavia 12 maggio 2019, ore 13:30 | Panthers Wrocław | 25 – 16 (0-0 6-8 19-0 0-8) referto | Wataha Zielona Góra | Stadion Olimpijski |

| Varsavia 19 maggio 2019 | Warsaw Mets | 21 – 49 (14-21 0-15 0-13 7-0) referto | Panthers Wrocław | Stadion im. gen. Kazimierza Sosnkowskiego\| Arbitro: \| Jurzyk \| |
| Arbitro:                | Jurzyk      |                                       |                  |                                                                   |

| Ruda Śląska 26 maggio 2019 | Tychy Falcons | 12 – 40 (0-7 6-20 0-13 6-0) referto | Panthers Wrocław | Burloch Arena\| Arbitro: \| Rączkowski \| |
| Arbitro:                   | Rączkowski    |                                     |                  |                                           |

| Poznań 2 giugno 2019 | Armia Poznań | 14 – 42 (7-21 0-7 0-14 7-0) referto | Panthers Wrocław | Stadion Golęcin\| Arbitro: \| Radziński \| |
| Arbitro:             | Radziński    |                                     |                  |                                            |

### Playoff
| Breslavia 16 giugno 2019, ore 13:30 | Panthers Wrocław | 52 – 6 referto | Seahawks Gdynia | Stadion Olimpijski |

| Breslavia 29 giugno 2019 | Lowlanders Białystok | 14 – 28 (7-0 0-7 7-7 0-14) referto | Panthers Wrocław | Stadion Olimpijski\| Arbitro: \| Rączkowski \| |
| Arbitro:                 | Rączkowski           |                                    |                  |                                                |

## Central European Football League 2019

### Stagione regolare
| Breslavia 13 aprile 2019, ore 19:00 | Panthers Wrocław | 3 – 27 (3-7 0-20 0-0 0-0) referto | Calanda Broncos | Stadion Olimpijski |

| Istanbul 27 aprile 2019, ore 18:30 | Koç Rams | 7 – 55 (0-13 0-21 0-7 7-14) referto | Panthers Wrocław | Koç Üniversitesi Korumalı Futbol Sahası |

| Breslavia 11 maggio 2019, ore 18:00 | Panthers Wrocław | 70 – 13 (14-0 21-0 14-13 21-0) referto | Kragujevac Wild Boars | Stadion Olimpijski |

## Statistiche di squadra
| Competizione           | %Vittorie | In casa | In casa | In casa | In casa | In casa | In casa | In trasferta | In trasferta | In trasferta | In trasferta | In trasferta | In trasferta | Totale | Totale | Totale | Totale | Totale | Totale |
| Competizione           | %Vittorie | G       | V       | N       | P       | Pf      | Ps      | G            | V            | N            | P            | Pf           | Ps           | G      | V      | N      | P      | Pf     | Ps     |
| ---------------------- | --------- | ------- | ------- | ------- | ------- | ------- | ------- | ------------ | ------------ | ------------ | ------------ | ------------ | ------------ | ------ | ------ | ------ | ------ | ------ | ------ |
| LFA1 Stagione regolare | .750      | 3       | 3       | 0       | 0       | 118     | 36      | 5            | 5            | 0            | 0            | 227          | 61           | 8      | 8      | 0      | 0      | 345    | 97     |
| LFA1 Playoff           | 1.000     | 2       | 2       | 0       | 0       | 80      | 20      | 0            | 0            | 0            | 0            | 0            | 0            | 2      | 2      | 0      | 0      | 80     | 20     |
| CEFL Stagione regolare | .667      | 2       | 1       | 0       | 1       | 73      | 40      | 1            | 1            | 0            | 0            | 55           | 7            | 3      | 2      | 0      | 1      | 128    | 47     |
| Totale                 | .923      | 7       | 6       | 0       | 1       | 271     | 96      | 6            | 6            | 0            | 0            | 282          | 68           | 13     | 12     | 0      | 1      | 553    | 164    |